# Mornington Crescent (spil)
Mornington Crescent er et spil, skabt af Geoffrey Perkins og kendt via BBC-radioprogrammet I'm Sorry I Haven't a Clue (ISIHAC). Spillet er opkaldt efter undergrundsstationen Mornington Crescent og spillet består i at spillerne melder (siger navnene på) stationer i London Underground, og vinderen er den første, der siger "Mornington Crescent". Reglerne er tilsyneladende meget komplicerede.
Spillet er en parodi på komplicerede strategispil og i særdeleshed på kompleksiteten i regler og terminologi i spil som kontraktbridge og skak.
Mornington Crescent er en station på Londons Northern line mellem Euston og Camden Town på Charing Cross-grenen. Hvis man rejser mellem de samme to stationer på Bank-grenen af Northern line, er stationen der imidlertid ikke. Stationen var i øvrigt lukket i en årrække.

## Hemmelighedskulturen
En del af morskaben (og størstedelen af pointen) ved spillet er at lade som om der er regler. Der hentydes til en regelbog, antagelig fremstillet af the International Mornington Crescent Society (IMCS).
Blandt Mornington Crescent-fans er det nærmest tabu at indrømme at reglerne er frit opfundne..

## Eksterne links
- A list of variations
- The York Encyclopædia Morningtonia Arkiveret 15. oktober 2006 hos  Wayback Machine
- Encyclopaedia Morningtonia (wiki)

| Spil | Spire Denne artikel om spil eller lege er en spire som bør udbygges. Du er velkommen til at hjælpe Wikipedia ved at udvide den. |